# غافين فليتشر
غافين فليتشر (بالإنجليزية: Gavin Fletcher)‏ (30 أكتوبر 1941 في المملكة المتحدة - ) هو مدرب كرة قدم ولاعب كرة قدم بريطاني في مركز مهاجم داخلي. لعب مع برادفورد سيتي ونادي بارتيك ثيسل ونادي سترنرير ‏ ونادي لانارك الثالث وWhitburn F.C. ‏.